# فوجیوارا نو میچیتاکا
فوجیوارا نو میچیتاکا (به ژاپنی: 藤原 道隆 Fujiwara no Michitaka); ۱ ژانویهٔ ۰۹۵۳ – ۱۲ مهٔ ۰۹۹۵) پسر ارشد فوجیوارا نو کانه‌ایه سشو برادر بزرگتر فوجیوارا نو میچیناگا در دوره هی‌آن اهل ژاپن بود.